# Kfar Yona
Kfar Yona (en hebreo: כפר יונה) es una ciudad israelí que está ubicada en el distrito central de Israel. Esta ciudad tiene una área de 11 kilómetros cuadrados, y se encuentra 7 kilómetros al este de Netanya. En 2008, su población era 16.100 habitantes.